# ضغط بخاري سائل
عند كل درجة حرارة يوجد ضغط بخاري ثابت فوق السائل عند الإتزان، وينتج الضغط البخاري للسائل من تحول بعض جزيئات السائل السطحية إلى غاز ثم يعاد تكثيف بعض جزيئات البخار حتى درجة الوصول إلى الإتزان وعندها يكون عدد الجزيئات المتحولة من السائل إلى بخار مساوياً لعدد الجزيئات المتحولة من البخار إلى السائل .
يعرف الضغط البخاري للسائل على أنه قابلية الجزيئات على الافلات من سطح السائل وهو يعتمد على درجة الحرارة حيث أنه يزداد الضغط البخاري للسائل بزيادة درجة الحرارة إلى أن يصل إلى الضغط الجوي عندها تكون درجه الحرارة هي نفسها درجه الغليان
والمركبات التي لها ضغط بخاري عالي تكون درجة غليانها واطئة مثل الإيثرات 